# يان هارت
يان هارت (بالإنجليزية: Ian Hart)‏ هو طبيب أعصاب بريطاني، ولد في 14 فبراير 1958، وتوفي في 10 نوفمبر 2008.